# 聖詹姆斯鎮區 (密歇根州)
聖詹姆斯鎮區（英語：St. James Township）是位於美國密歇根州夏利華縣的一個行政鎮區。

## 地方資料
聖詹姆斯鎮區的面積為818.18平方千米，當中陸地面積為52.71平方千米，而水域面積為765.47平方千米。根據2020年美國人口普查的數據，當地共有人口259人，而人口密度為每平方千米0.32人。